# Święto państwowe

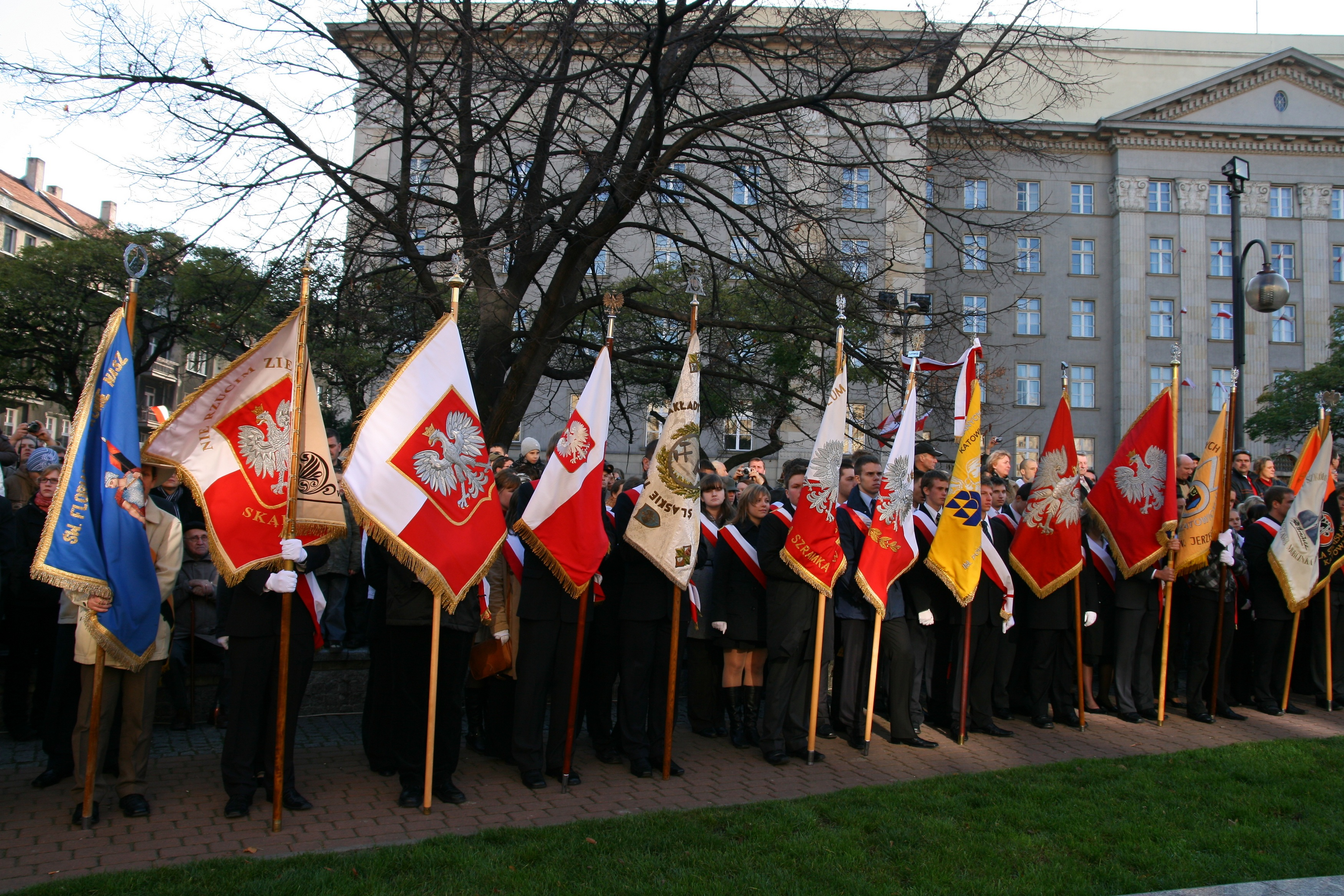
Narodowe Święto Niepodległości, 2008, Katowice

Święto państwowe, święto narodowe – okres związany z historią państwa, tradycjami i kulturą państwową. Często są to dni wolne od pracy, wypełnione oficjalnymi uroczystościami i obchodami.

## Spis świąt państwowych

### Styczeń
- drugi poniedziałek stycznia:
  - Japonia – Seijin-shiki (Święto Pełnoletniości, ukończenie 20 lat)
- 1 stycznia:
  - Czechy – Święto Niepodległości (1993)
  - Brunei – Rocznica proklamowania niepodległości (1984)
  - Haiti – Rocznica proklamowania niepodległości (1804)
  - Japonia – Ganjitsu (Dzień Nowego Roku)
  - Kuba – Dzień Wyzwolenia (rocznica zwycięstwa rewolucji 1956–1959)
  - Sudan – Rocznica proklamowania niepodległości (1956)
- 4 stycznia:
  - Birma – Dzień Niepodległości (1948)
- 8 stycznia:
  - Mariany Północne – Dzień Stowarzyszenia (1978)
- 9 stycznia:
  - Bośnia i Hercegowina – Dzień Republiki (Republika Serbska)
- 26 stycznia:
  - Australia – Dzień Australii (rocznica lądowania na kontynencie tzw. Pierwszej Floty 1788)
  - Indie – Rocznica proklamowania republiki (1950)
  - Wyspy Kokosowe (Święto Australii) – Dzień Australii
- 31 stycznia:
  - Nauru – Rocznica proklamowania niepodległości (1968)

### Luty
- 4 lutego:
  - Sri Lanka – Dzień Niepodległości (1948)
- 6 lutego:
  - Nowa Zelandia – Dzień Waitangi (1840, rocznica podpisania porozumienia nad rzeką Waitangą między Maorysami a Wielką Brytanią o ustanowieniu zwierzchnictwa brytyjskiego)
  - Tokelau – Dzień Waitangi (1840)
- 7 lutego:
  - Grenada – Dzień Niepodległości (1974)
- 11 lutego:
  - Iran – Rocznica zwycięstwa rewolucji islamskiej (1979)
  - Japonia – Kenkoku Kinen no Hi (Dzień Pamięci Założenia Państwa)
  - Watykan – Rocznica podpisania Traktatów Laterańskich (1929)
- 15 lutego:
  - Serbia – Dzień Niepodległości, rocznica wybuchu rewolucji w Serbii przeciwko rządom Osmańskim (1804)
- 16 lutego: 
  - Litwa – Dzień Odrodzenia Państwa Litewskiego (1918)
- 18 lutego:
  - Gambia – Rocznica proklamowania niepodległości (1965)
- 22 lutego:
  - Saint Lucia – Dzień Niepodległości (1979)
- 23 lutego:
  - Gujana – Dzień Republiki (1970)
  - Japonia – Tennō Tanjōbi (Urodziny cesarza, 1960)
- 24 lutego:
  - Estonia – Dzień Niepodległości (1918)
- 27 lutego:
  - Dominikana – Rocznica proklamowania niepodległości (1844)
- 28 lutego:
  - Egipt – Dzień Niepodległości (1922)

### Marzec
- 1 marca:
  - Bośnia i Hercegowina – Dzień Niepodległości (1992)
  - Polska – Narodowy Dzień Pamięci „Żołnierzy Wyklętych”
- 3 marca:
  - Bułgaria – Rocznica wyzwolenia spod niewoli tureckiej (1878)
- 6 marca:
  - Ghana – Dzień Niepodległości (1957)
- 12 marca:
  - Mauritius – Rocznica proklamowania niepodległości (1968)
- 15 marca:
  - Węgry – Rocznica wybuchu powstania (1848)
- 17 marca:
  - Irlandia – Dzień Świętego Patryka
- 18 marca:
  - Aruba – Święto Flagi
- 20 marca:
  - Tunezja – Rocznica proklamowania niepodległości (1956)
- 21 marca:
  - Namibia – Rocznica proklamowania niepodległości (1990)
- 23 marca:
  - Pakistan – Dzień Pakistanu (rocznica proklamowania republiki 1956)
- 24 marca:
  - Polska – Narodowy Dzień Pamięci Polaków ratujących Żydów pod okupacją niemiecką
- 25 marca:
  - Grecja – Dzień Niepodległości Rocznica wybuchu powstania przeciw władzy tureckiej (1821)
- 26 marca:
  - Bangladesz – Rocznica proklamowania niepodległości (1971)
- 27 marca:
  - Wyspy Dziewicze Stanów Zjednoczonych – Dzień Transferu (1917)
- 30 marca:
- pierwszy poniedziałek:
  - Guam – Dzień Odkrycia (1521)

### Kwiecień
- 1 kwietnia:
  - Iran – Dzień Republiki (1979)
- 4 kwietnia:
  - Senegal – Rocznica decyzji o przyznaniu niepodległości (1960)
- 16 kwietnia:
  - Dania – Rocznica urodzin królowej (1940)
- 17 kwietnia:
  - Syria – Rocznica proklamowania niepodległości (1946)
  - Samoa Amerykańskie – Święto Flagi
- 18 kwietnia:
  - Zimbabwe – Rocznica proklamowania niepodległości (1980)
- 25 kwietnia:
  - Wyspy Owcze – Dzień Flagi Wysp Owczych (1940)
- 26 kwietnia:
  - Tanzania – Rocznica połączenia Tanganiki z Zanzibarem i Pembą (1964)
- 27 kwietnia:
  - Holandia – Dzień Króla
  - Południowa Afryka – Dzień Wolności (rocznica wejścia w życie tymczasowej konstytucji pierwszych demokratycznych wyborów 1994)
  - Serbia – Dzień Państwowości
  - Sierra Leone – Dzień Niepodległości (1961)
  - Togo – Dzień Niepodległości (1960)
- 30 kwietnia:
  - Wietnam – Dzień Wolności – odpowiednik polskiego 9 maja Dzień Zwycięstwa i Wolności
- daty ruchome:
  - Izrael – Dzień Niepodległości (kwiecień lub maj; zgodnie z kalendarzem żydowskim; 5 Ijar – rocznica powstania państwa 1948)

### Maj
- 1 maja:
  - Święto Pracy
  - Wyspy Marshalla – Dzień wejścia w życie konstytucji (1979)
- 3 maja:
  - Litwa, Polska – Święto Narodowe Trzeciego Maja (uchwalenie konstytucji 1791)
  - Japonia – Kenpō Kinenbi (Dzień Konstytucji)
- 5 maja:
  - Kirgistan – Dzień Konstytucji (1993)
  - Japonia – Kodomo-no Hi (Święto Dziecka)
  - Holandia – Dzień Wyzwolenia (1945)
- 9 maja:
  - Guernsey – Dzień Wyzwolenia (1945)
  - Jersey – Dzień Wyzwolenia (1945)
- 10 maja:
  - Mikronezja – Dzień Konstytucji (1979)
- 14 maja:
  - Paragwaj – Rocznica proklamowania niepodległości (1811)
- 17 maja:
  - Norwegia – Dzień Konstytucji (1814)
- 20 maja:
  - Kamerun – Rocznica proklamowania zjednoczonej republiki (1972)
- 22 maja:
  - Jemen – Rocznica zjednoczenia dwóch państw jemeńskich (1990)
- 22 maja:
  - Jemen – Rocznica zjednoczenia dwóch państw jemeńskich (1990)
- 23 maja:
  - Macedonia Północna – Narodowy Dzień Arumunów
- 24 maja
  - Bermudy – Święto Bermudów
  - Erytrea – Rocznica proklamowania niepodległości (1993)
- 25 maja:
  - Argentyna – Dzień Rewolucji (1810)
  - Jordania – Rocznica uzyskania niepodległości (1946)
- 28 maja:
  - Azerbejdżan – Dzień Niepodległości (1918)
  - Etiopia – Obalenie dyktatury Mengystu Hajle Marjama (1991)

### Czerwiec
- 1 czerwca:
  - Samoa – Dzień Niepodległości (1962, obchody przeniesione ze stycznia na czerwiec z powodu niesprzyjających warunków klimatycznych)
- 2 czerwca
  - Włochy – Rocznica proklamowania republiki (1946)
- 4 czerwca:
  - Tonga – Dzień proklamowania niepodległości (1970)
- 5 czerwca:
  - Dania – Rocznica uchwalenia konstytucji (1849)
- 6 czerwca:
  - Szwecja – Święto Narodowe Szwecji, Dzień Flagi Szwedzkiej (1523, 1809)
- 8 czerwca:
  - Norfolk – Święto Bounty (przybycie osadników z Pitcairn w 1856)
  - Wielka Brytania – Oficjalne obchody urodzin królowej (odbywają się zawsze w 2. sobotę czerwca)
- 10 czerwca
  - Portugalia – Dzień Portugalii (1580) zw. Dniem Camõesa (rocznica śmierci narodowego poety Portugalii)
- 12 czerwca:
  - Filipiny – Dzień Niepodległości (1898)
  - Rosja – Rocznica proklamowania 1990 Deklaracji Suwerenności Państwowej Federacji Rosyjskiej
- 17 czerwca:
  - Islandia – Rocznica proklamowania republiki (1944)
- 18 czerwca:
  - Seszele – Dzień Konstytucji (1993)
- 19 czerwca:
  - Kuwejt – Rocznica proklamowania niepodległości (1961)
- 23 czerwca:
  - Luksemburg – Święto Narodowe
- 25 czerwca:
  - Mozambik – Rocznica proklamowania niepodległości (1975)
  - Słowenia – Narodowy Dzień Państwowości (1991)
- 26 czerwca:
  - Madagaskar – Dzień Niepodległości (1960)
- 27 czerwca:
  - Dżibuti – Dzień Niepodległości (1977)
- 30 czerwca:
  - Demokratyczna Republika Konga – Rocznica proklamowania niepodległości (1960)
- druga sobota:
  - Pitcairn – Obchody urodzin królowej Elżbiety II (1926)
  - Święta Helena – Obchody urodzin królowej Elżbiety II (1926)

### Lipiec
- 1 lipca:
  - Brytyjskie Wyspy Dziewicze – Dzień Terytorium
  - Kanada – Rocznica proklamowania federacji (1867)
  - Rwanda – Rocznica proklamowania niepodległości (1962)
  - Somalia – Rocznica proklamowania niepodległości (1960)
- 2 lipca:
  - Mongolia – Rocznica zwycięstwa rewolucji ludowej (1921)
- 3 lipca:
  - Białoruś – Dzień Niepodległości (rocznica wyzwolenia Mińska spod okupacji hitlerowskiej; 1944)
- 4 lipca:
  - Portoryko – Dzień Niepodległości USA (1776)
  - Stany Zjednoczone – Dzień Niepodległości (Rocznica ogłoszenia Deklaracji Niepodległości USA w 1776 r.)
- 5 lipca:
  - Republika Zielonego Przylądka – Rocznica proklamowania niepodległości (1975)
  - Wenezuela – Rocznica proklamowania niepodległości (1811)
  - Wyspa Man – Dzień Tynwaldu
- 6 lipca:
  - Komory – Rocznica proklamowania niepodległości (1975)
  - Malawi – Rocznica proklamowania niepodległości i Dzień Republiki (1964)
- 7 lipca:
  - Wyspy Salomona – Rocznica proklamowania niepodległości (1978)
- 9 lipca:
  - Palau – Dzień Konstytucji (1979)
  - Sudan Południowy – Rocznica proklamowania niepodległości (2011)
- 10 lipca:
  - Bahamy – Dzień Niepodległości (1973)
- 11 lipca:
  - Mongolia – Rocznica zwycięstwa rewolucji ludowej (1921)
- 12 lipca:
  - Wyspy Świętego Tomasza i Książęca – Rocznica proklamowania niepodległości (1975)
- 13 lipca:
  - Czarnogóra – Państwowości
- 14 lipca:
  - Francja – Rocznica zdobycia Bastylii (1789)
  - Falklandy – Dzień Wyzwolenia (1982)
- 20 lipca:
  - Kolumbia – Rocznica proklamowania niepodległości (1810)
- 21 lipca:
  - Belgia – Rocznica wstąpienia na tron Leopolda I (1831)
- 23 lipca:
  - Egipt – Rocznica rewolucji (1952)
- 25 lipca:
  - Portoryko – Dzień Konstytucji (1952)
- 26 lipca:
  - Kuba – Dzień Powstania Narodowego (Rocznica ataku w 1953 r. na koszary Moncada)
  - Liberia – Dzień Niepodległości (1847)
  - Malediwy – Rocznica proklamowania niepodległości (1965)
- 28 lipca:
  - Peru – Dzień Niepodległości (1821)
- 29 lipca:
  - Wyspy Owcze – Olaifest (Olavasoka)
- 30 lipca:
  - Maroko – Święto tronu (rocznica koronacji króla Muhammada VI w 1999 r.)
  - Vanuatu – Dzień Niepodległości (1980)

### Sierpień
- 1 sierpnia:
  - Benin – Rocznica proklamowania niepodległości (1960)
  - Rwanda – Rocznica proklamowania niepodległości (1962)
  - Szwajcaria – Rocznica utworzenia konfederacji (1291)
- 2 sierpnia:
  - Macedonia Północna – Rocznica powstania ilidijskiego (wystąpienie Macedończyków przeciwko Turkom) (1903)
- 6 sierpnia:
  - Boliwia – Rocznica proklamowania niepodległości (1825)
- 7 sierpnia:
  - Wybrzeże Kości Słoniowej – Dzień Niepodległości (1960)
- 9 sierpnia:
  - Singapur – Rocznica proklamowania niepodległości (1965)
- 10 sierpnia:
  - Ekwador – Rocznica proklamowania niepodległości (1809)
- 11 sierpnia:
  - Czad – Rocznica proklamowania niepodległości (1960)
- 14 sierpnia:
  - Pakistan – Rocznica proklamowania niepodległości (1947)
- 15 sierpnia:
  - Indie – Rocznica proklamowania niepodległości (1947)
  - Kongo – Rocznica proklamowania niepodległości (1960)
  - Korea Południowa – Rocznica odzyskania niepodległości (1948)
  - Liechtenstein – Wigilia urodzin ks. Franciszka Józefa II
  - Polska – Święto Wojska Polskiego
- 17 sierpnia:
  - Gabon – Rocznica proklamowania niepodległości (1960)
  - Indonezja – Rocznica proklamowania niepodległości (1945)
- 19 sierpnia:
  - Afganistan – Dzień Niepodległości (1919)
- 20 sierpnia:
  - Węgry – Dzień Św. Stefana (założenie państwa i przyjęcia chrześcijaństwa)
- 24 sierpnia:
  - Ukraina – Rocznica proklamowania niepodległości (1991)
- 25 sierpnia:
  - Urugwaj – Rocznica proklamowania niepodległości (1825)
- 27 sierpnia:
  - Mołdawia – Rocznica proklamowania niepodległości (1991)
- 30 sierpnia:
  - Turks i Caicos – Dzień Konstytucji (1976)
- 31 sierpnia:
  - Kirgistan – Rocznica proklamowania niepodległości (1991)
  - Malezja – Rocznica proklamowania niepodległości (1957)
  - Trynidad i Tobago – Dzień proklamowania niepodległości (1962)
- pierwszy poniedziałek:
  - Wyspy Cooka – Święto Konstytucji (1965)

### Wrzesień
- 1 września:
  - Słowacja – Dzień Słowackiej Konstytucji (1992)
  - Uzbekistan – Dzień Niepodległości (1991)
- 2 września:
  - Wietnam – Rocznica proklamowania niepodległości (1945)
- 3 września:
  - Katar – Dzień Niepodległości (rocznica podpisania układu o przyjaźni z Wielką Brytanią w 1971)
  - San Marino – Dzień Republiki (301)
- 6 września:
  - Suazi – Dzień Niepodległości (1968)
- 7 września:
  - Brazylia – Rocznica proklamowania niepodległości (1822)
- 8 września:
  - Andora – Rocznica traktatu z 1278 r.
  - Macedonia Północna – Dzień Niepodległości (1991)
- 9 września:
  - Korea Północna – Rocznica utworzenia KRL-D (1948)
  - Tadżykistan – Rocznica proklamowania niepodległości (1991)
- 10 września:
  - Gibraltar – Rocznica referendum (o przynależności Wielkiej Brytanii i Hiszpanii w 1967 r.)
- 15 września:
  - Gwatemala – Rocznica proklamowania niepodległości (1821)
  - Honduras – Rocznica proklamowania niepodległości (1821)
  - Nikaragua – Rocznica proklamowania niepodległości (1821)
  - Kostaryka – Rocznica proklamowania niepodległości (1821)
  - Salwador – Dzień Niepodległości (1821)
- 16 września:
  - Meksyk – Rocznica rozpoczęcia wojny o niepodległość (1810–1815)
- 17 września:
  - Białoruś – Dzień Jedności Narodowej (1939)
  - Wyspy Marshalla – Rocznica przystąpienia do ONZ (1991)
- 18 września:
  - Chile – Rocznica proklamowania niepodległości (1810)
- 19 września:
  - Saint Kitts i Nevis – Dzień Niepodległości (1983)
- 21 września:
  - Armenia – Dzień Niepodległości (1991)
  - Belize – Dzień Niepodległości (1981)
  - Malta – Rocznica uzyskania niepodległości (1964)
- 22 września:
  - Mali – Rocznica proklamowania niepodległości (1960)
- 23 września:
  - Arabia Saudyjska – Rocznica proklamowania królestwa (1932)
- 24 września:
  - Gwinea Bissau – Dzień Niepodległości – (1973)
- 30 września:
  - Botswana – Rocznica proklamowania niepodległości (1966)

### Październik
1 października:
- - Chiny – Rocznica proklamowania ChRL (1949)
  - Cypr – Dzień Niepodległości (1960)
  - Nigeria – Dzień Niepodległości (1960)
  - Tuvalu – Dzień Tuvalu (Rocznica proklamowania niepodległości 1978)
- 2 października:
  - Gwinea – Rocznica proklamowania niepodległości (1958)
- 3 października:
  - Korea Południowa – Rocznica powstania narodu koreańskiego (2333 p.n.e.)
  - Niemcy – Dzień Jedności Niemiec (1990)
- 4 października:
  - Lesotho – Rocznica proklamowania niepodległości (1966)
- 8 października:
  - Chorwacja – Dzień Niepodległości (1991)
- 9 października:
  - Uganda – Rocznica proklamowania niepodległości (1962)
- 10 października:
  - Fidżi – Rocznica proklamowania niepodległości (1970)
  - Tajwan – Dzień Republiki (rocznica rewolucji 1911)
- 12 października:
  - Gwinea Równikowa – Rocznica proklamowania niepodległości (1968)
  - Hiszpania – Rocznica odkrycia Ameryki przez Kolumba (1492)
- 21 października:
  - Malta – Rocznica uzyskania niepodległości (1964)
- 23 października:
  - Węgry – Rocznica wybuchu powstania (1956) i proklamowania republiki (1989)
- 24 października:
  - Zambia – Rocznica proklamowania niepodległości (1964)
- 26 października:
  - Austria – Rocznica uchwalenia ustawy o neutralności (1955)
- 27 października:
  - Saint Vincent i Grenadyny – Rocznica proklamowania niepodległości (1979)
  - Turkmenistan – Dzień Niepodległości (1991)
- 28 października:
  - Grecja – Dzień Ochi (1940)
- 29 października:
  - Turcja – Dzień (proklamowania) Republiki (1923)
- 31 października:
  - Niemcy – Dzień reformacji

### Listopad
- 1 listopada:
  - Algieria – Rocznica wybuchu rewolucji (1954)
  - Antigua i Barbuda – Dzień Niepodległości (1981)
- 3 listopada:
  - Dominikana – Rocznica proklamowania niepodległości (1978)
  - Japonia – Bunka no Hi (Dzień Kultury)
  - Panama – Dzień Niepodległości (rocznica oddzielenia się od Kolumbii w 1903 r.)
- 4 listopada:
  - Rosja – Dzień Jedności Narodowej (2004)
- 9 listopada:
  - Kambodża – Dzień Niepodległości (1953)
- 11 listopada:
  - Angola – Dzień Niepodległości (1975)
  - Polska – Narodowe Święto Niepodległości (1937)
- 18 listopada:
  - Łotwa – Rocznica proklamowania niepodległości (1918)
  - Oman – Urodziny sułtana Kabusa Ibn Sa'ida
- 19 listopada:
  - Monako – Oficjalne obchody urodzin panującego
- 22 listopada:
  - Liban – Rocznica proklamowania niepodległości (1943)
- 23 listopada:
  - Japonia – Kinrō Kansha no Hi (Święto Pracy)
- 25 listopada:
  - Bośnia i Hercegowina – Dzień Republiki (Federacja Bośni i Hercegowiny)
  - Surinam – Rocznica proklamowania niepodległości (1975)
- 28 listopada
  - Albania – Rocznica proklamowania niepodległości (1912)
  - Mauretania – Rocznica proklamowania niepodległości (1960)
  - Timor Wschodni – Dzień Niepodległości
- 29 listopada:
  - Albania – Dzień Zwycięstwa (1944)
- 30 listopada:
  - Barbados – Dzień Niepodległości (1966)
  - Szkocja – Dzień świętego Andrzeja[1], zob. Andrzejki

### Grudzień
- 1 grudnia:
  - Republika Środkowoafrykańska – Rocznica proklamowania republiki (1958)
  - Rumunia – Rocznica zjednoczenia Siedmiogrodu i Rumunii (1918)
- 2 grudnia:
  - Laos – Rocznica proklamowania republiki (1975)
  - Zjednoczone Emiraty Arabskie – Rocznica proklamowania federacji emiratów (1971)
- 5 grudnia:
  - Tajlandia – Urodziny króla Ramy IX (1927)
- 6 grudnia:
  - Finlandia – Rocznica proklamowania niepodległości (1917)
- 11 grudnia:
  - Burkina Faso – Rocznica proklamowania republiki (1958)
- 12 grudnia:
  - Kenia – Rocznica proklamowania niepodległości (1963)
  - Kiribati – Rocznica proklamowania niepodległości (1979)
- 13 grudnia:
  - Malta – Rocznica proklamowania republiki (1974)
  - Saint Lucia – Dzień Świętej Łucji (patronki kraju)
- 16 grudnia:
  - Bahrajn – Rocznica objęcia władcy przez emira (1961)
  - Kazachstan – Dzień Niepodległości (1991)
- 17 grudnia:
  - Bhutan – Rocznica wprowadzenia monarchii dziedzicznej (1907)
- 18 grudnia:
  - Niger – Rocznica proklamowania republiki (1958)
- 24 grudnia
  - Libia – Dzień Niepodległości (1951)
- 27 grudnia: 
  - Polska – Narodowy dzień zwycięskiego powstania Wielkopolskiego